# Мъжете на Лорд шамбелана
Мъжете на Лорд шамбелана (на английски: The Lord Chamberlain's Men) е театрална трупа (актьорска компания), за която Уилям Шекспир пише през по-голямата част от кариерата си. Тя държи изключителни права да изпълнява пиесите на Шекспир.
Ричард Бърбидж играе в повечето от главните роли, включително Хамлет, Отело, Крал Лир и Макбет, а самият Шекспир изпълнява някои по-малки роли. Образувана в края на период на несигурност в театралния свят в Лондон, до 1603 г. тя е сред 2-те водещи комапнии (наред с Мъжете на Адмирала) в града. Впоследствие е покровителствана от крал Джеймс I.
Основана е по време на царуването на кралица Елизабет I през 1594 г., под покровителството на Хенри Карю, 1-ви барон на Хънсдън, тогава лорд шамбелан, който отговаря за забавлението в двора. След смъртта на своя покровител на 23 юли 1596 г. тя преминава под покровителството на неговия син Джордж Карю, 2-ри барон на Хънсдън, при когото за кратко е известна като Мъжете на лорд Хънсдън, докато той на свой ред става лорд шамбелан на 17 март 1597 г., при което тя се връща към предишното си име. Компанията става Мъжете на краля през 1603 г., когато Джеймс I се възкачва на престола и става неин покровител.